# Bob Mallard
Bob Mallard è una serie di fumetti sull'aviazione francese creata da Rémy Bourlès (disegno) e Henry Bourdens (sceneggiatura), pubblicata dal luglio 1946 sul settimanale giovanile Vaillant.
La prima storia di questa serie di avventure realisticamente disegnate si svolge durante la Seconda Guerra Mondiale, ma Remy Bourlès e Henry Bourdens riportano alla vita civile l'eroe Bob Mallard, che partecipa a varie attività di volo (acrobazie, prove, ecc.) e soprattutto combatte il crimine in tutto il mondo alla guida del suo aereo preferito, accompagnato dal 1952 in poi dalla sua spalla Puchonnet. Nel 1957, Bourlès e Bourdens lasciano il posto a Francisco Hidalgo e Jean Sanitas, che rendono la serie tecnicamente più realistica, anche se più statica.
Sulla rivista dei ragazzi dell’Associazione Pionieri italiani (API), Pioniere, dal n°39 del 1958 al n°10 del 1959 furono pubblicate delle puntate tradotte in italiano del racconto Bob Mallard. Missione Antartico. Le puntate furono riprese dalla rivista per ragazzi francesi Vaillant.
Nel 1962, Francisco Hildago passa a sua volta la mano ad André Chéret, uno degli autori più apprezzati della casa editrice Vaillant. Secondo Patrick Gaumer, il suo arrivo "ha dato nuova vita a questa serie, con il tratto potente e dinamico di questo artista che gioca un ruolo essenziale". André Chéret, troppo impegnato con la sua nuova serie Rahan, dovette abbandonare Bob Mallard alla fine del 1969; la serie dopo 23 anni di interrotta pubblicazione fu interrotta.
Nel 1977-1978, l'editore Jeunesse et Vacances pubblicò sei numeri di un piccolo formato intitolato Bob Mallard, furono pubblicate storie di André Chéret e Jean Sanitas.